# Robert Kuźmiński
Robert Hubert Kuźmiński – polski leśnik, doktor habilitowany nauk rolniczych, profesor na Uniwersytecie Przyrodniczym w Poznaniu, specjalista od entomologii leśnej, gospodarki leśnej oraz ochrony lasu.

## Kariera naukowa
W 1995 roku na Uniwersytecie Przyrodniczym w Poznaniu uzyskał tytuł magistra inżyniera. W tym samym roku został zatrudniony na tejże uczelni, a w 2002 roku na jej Wydziale Leśnym uzyskał stopień doktora nauk rolniczych w zakresie leśnictwa na podstawie rozprawy pt. Reakcje szeliniaka sosnowca – Hylobius abietis (L.) na preparaty z wybranych gatunków roślin, której promotorem był Ignacy Korczyński. W 2018 roku  ten sam wydział nadał mu stopień doktora habilitowanego nauk rolniczych w dyscyplinie leśnictwa na  podstawie pracy pt. Uwarunkowania zagrożeń upraw sosnowych przez Szeliniaka Sosnowca – Hylobius Abietis (L.) oraz perspektywy rozwoju niechemicznych metod ograniczania szkód.